# Frezzas
Trio Frezzas prihaja iz Goriških Brd. Že kmalu po nastanku skupine so začeli ustvarjati avtorsko glasbo. Prihajajo iz različnih glasbenih okolij in iz različnih generacij. Sami opisujejo svojo glasbo z izrazom fejkavantgard. Kot del svojega poslanstva si je skupina zadala širiti briško narečje, zato pojejo tudi v briščini. 
Skupina je od leta 2009 kljub narečnemu jeziku postala priljubljena tudi v tujini.

## Diskografija
- Trdonja Durrachel (2008)
- Kompilacija Od Soče do Korna vol.2 - skwz ovolt (2010)